# Darwinräv
Darwinräv (Lycalopex fulvipes, syn. Pseudalopex fulvipes) är ett rovdjur i familjen hunddjur. Arten upptäcktes 1834 av den brittiska naturforskaren Charles Darwin på den chilenska ön Chiloé. Tidigare betraktades djuret som underart till pampasräv (Lycalopex griseus) men den har idag artstatus. 1990 beskrevs en mindre population av Lycalopex fulvipes på det sydamerikanska fastlandet i nationalparken Nahuelbuta. Populationen hade observerats sedan 1975.

## Utseende
Arten har en mörkbrun päls med rödaktiga områden vid huvudet. Den är mindre och mörkare än andra arter i släktet. Även extremiteterna är kortare än hos andra arter av Lycalopex. Med en vikt av 2 till 4 kilogram är den betydlig mindre än pampasräven (Lycalopex griseus) som väger mellan 5 och 10 kilogram. Kroppslängden ligger vanligen mellan 48 och 56 cm och därtill kommer en 18 till 25 cm lång yvig svans.

## Upptäcktshistoria
1834 kom Charles Darwin med fartyget Beagle till ön Chiloé där han dödade en räv. Han beskrev djuret som sällsynt, typisk för ön och som dittills okänd art. Djuret fick i början namnet Dusicyon fulvipes men senare klassificerades den som underart till pampasräv då det inte fanns tydliga morfologiska skillnader mellan dessa djur. Under 1960-talet upptäcktes en population på fastlandet i nationalparken Nahuelbuta och djurets status som underart blev omstridd. Genetiska undersökningar av djurets DNA i mitokondrierna slog fast att darwinräven är en självständig, vilket som bekräftade Darwins hypotes.

## Utbredning
Under pleistocen fanns en landbro mellan Chiloé och dagens fastland. Arten levde där i täta skogar. Redan tidigare skedde uppdelningen i darwinräv, pampasräv och magellanräv. För cirka 15 000 år blev landbron översvämmad i samband med stigande havsnivå på grund av smältande glaciärer. På så sätt uppkom två från varandra skilda populationer. Utbredningsområdet på fastlandet minskade ytterligare, orsakat av klimatiska förändringar och människans inflyttande.

## Ekologi
Arten är ett typiskt skogsdjur som lever i tempererade regnskogar. Den är främst aktiv vid skymningen och i gryningen.

### Föda och jakt
Darwinräven är allätare och anpassar sig lätt till utbudet. Den äter i större mått insekter men även mindre ryggradsdjur som gnagare, fåglar, groddjur och ödlor. Under vissa årstider består födan till 20 procent av frukt och bär. På fastlandet spelar även frön en betydande roll som födokälla. I sällsynta fall äter darwinräven as av medelstora husdjur. Vid större kadaver iakttas ibland flera individer men vanligen jagar varje räv ensam.

### Socialt beteende och fortplantning
På grund av undersökningar med kamerafällor antas individerna på Chiloé leva ensamma utanför parningstiden. Reviret är ungefär 1,5 km² stort men reviren överlappar med flera andra darwinrävar av olika kön. Parningen och ungarnas uppfostring äger på ön rum mellan oktober och januari. Hannen lever bara några dagar ihop med honan och deltar inte i vården av ungarna. För att föda ungarna uppsöker honan ett naturligt gömställe, till exempel en bergsspricka.
På fastlandet håller de monogama paren ihop längre än parningstiden och fadern är tillsammans med ungarna när honan jagar. Vanligen föds 2 till 3 ungar per kull och diande honor observerades mellan oktober och februari.
Livslängden i naturen uppskattas med upp till sju år.

## Hot
Räven hotas främst av skogarnas förstöring i området kring nationalparken. Förvildade hundar överför sjukdomar som är en andra orsak för den ringa populationen. Av darwinrävar finns mindre än 250 könsmogna individer kvar som till övervägande del (cirka 90 procent) lever på Chiloé. IUCN listar arten som starkt hotad (EN).